# Монтаг'ю Артур Фентон
Монтаг'ю Артур Фентон (англ. Montague Arthur Fenton; 1850-1937) — британський ентомолог, займався вивченням комах Японії.
Фентон був викладачем англійської мови в Токійській школі іноземних мов з 1874 по 1880 роки. В цей час від збирав колекцію місцевих комах. Його колекція зберігається в Музеї природознавства у Лондоні. Повернувшись до Англії, він закінчив коледж Сент-Джонс, Кембридж. Потім працював інспектором технічних коледжів та шкіл. У 1889 році він одружився з Гаррієттою Елеонорою Бінні. У 1893 році в них народилася дочка Сільвія Ермінтруда. Приблизно в 1924 році Фентон та його дружина переїхали до Каліфорнії, де тоді жила їхня одружена дочка.